# Malocampa ecpantherioides
Malocampa ecpantherioides är en fjärilsart som beskrevs av William Schaus 1904. Malocampa ecpantherioides ingår i släktet Malocampa och familjen tandspinnare. Inga underarter finns listade i Catalogue of Life.